# Laruscade
Laruscade ist eine französische Gemeinde mit 2.808 Einwohnern (Stand: 1. Januar 2022) im Département Gironde in der Region Nouvelle-Aquitaine. Sie gehört zum Arrondissement Blaye und zum Kanton Le Nord-Gironde.

## Geografie
Laruscade liegt etwa 35 Kilometer nordnordöstlich von Bordeaux und 27 Kilometer östlich von Blaye an der Grenze zum Département Charente-Maritime. Am Südwestrand der Gemeinde fließt der Fluss Saye. Umgeben wird Laruscade von den Nachbargemeinden Bussac-Forêt im Nordwesten und Norden, Bedenac im Norden und Nordosten, Lapouyade im Osten, Tizac-de-Lapouyade im Südosten, Marcenais im Süden, Marsas im Südwesten, Cavignac im Südwesten und Westen, Saint-Mariens im Westen sowie Saint-Yzan-de-Soudiac im Nordwesten.
Durch die Gemeinde führen die Route nationale 10 und die Eisenbahn-Hochgeschwindigkeitsstrecke LGV Sud Europe Atlantique.

## Bevölkerungsentwicklung
| Jahr                       | 1962 | 1968 | 1975 | 1982 | 1990 | 1999 | 2011 | 2020 |
| Einwohner                  | 1373 | 1340 | 1332 | 1475 | 1679 | 1693 | 2416 | 2821 |
| Quellen: Cassini und INSEE |      |      |      |      |      |      |      |      |

## Sehenswürdigkeiten
- Neoromanische Kirche Saint-Exupère
- Oratorium
- Markthalle

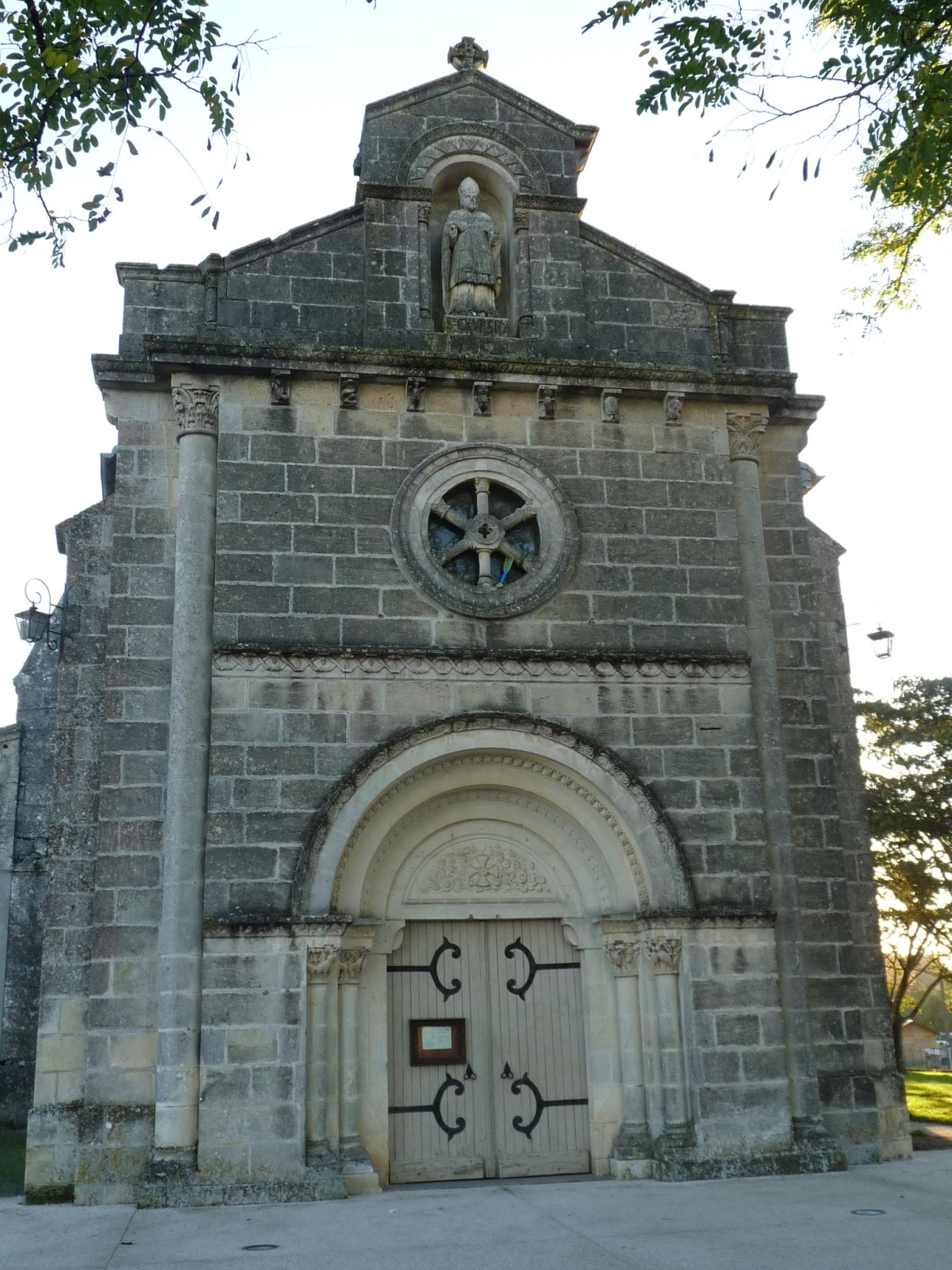
Kirche Saint-Exupère
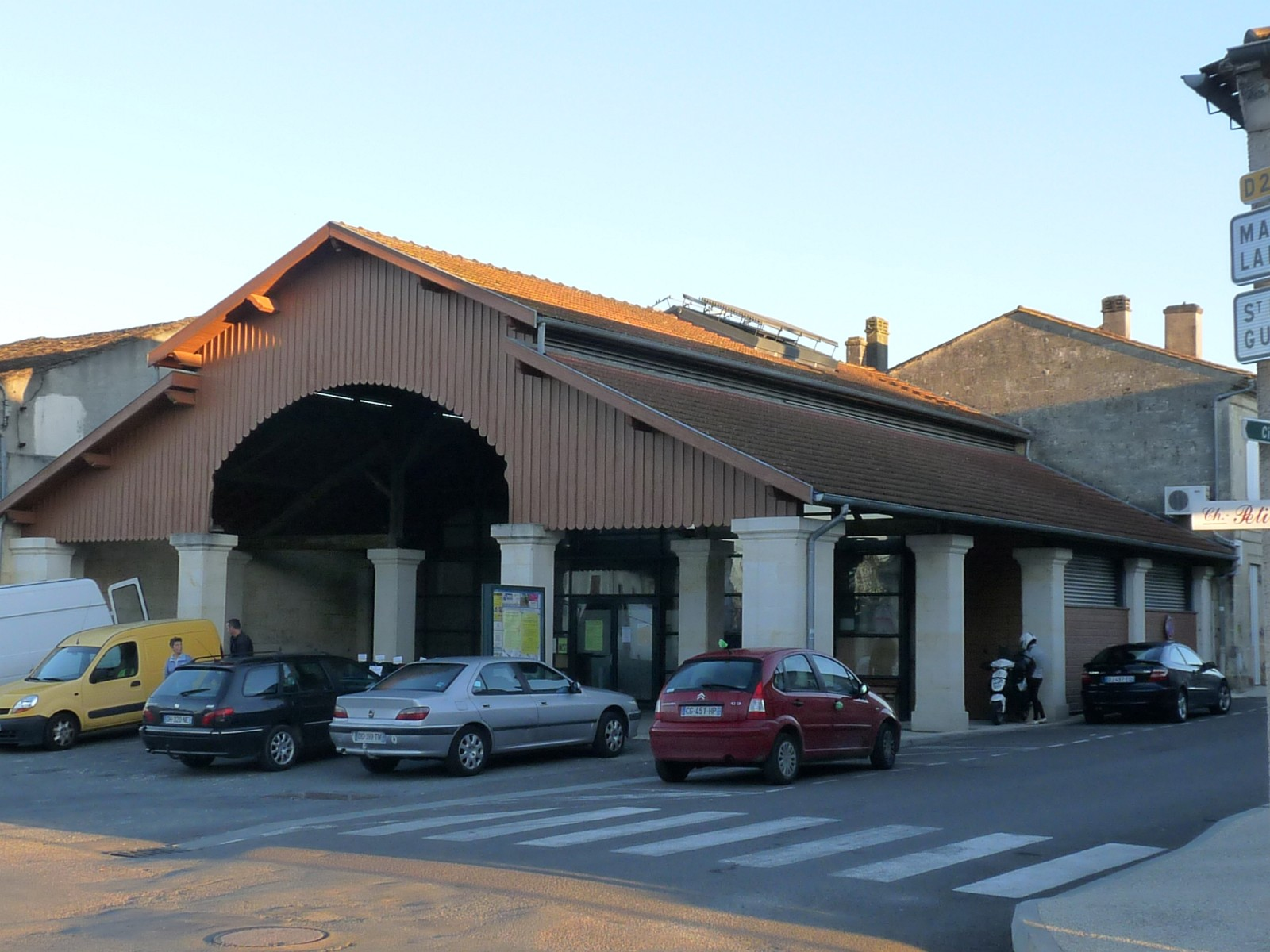
Markthalle
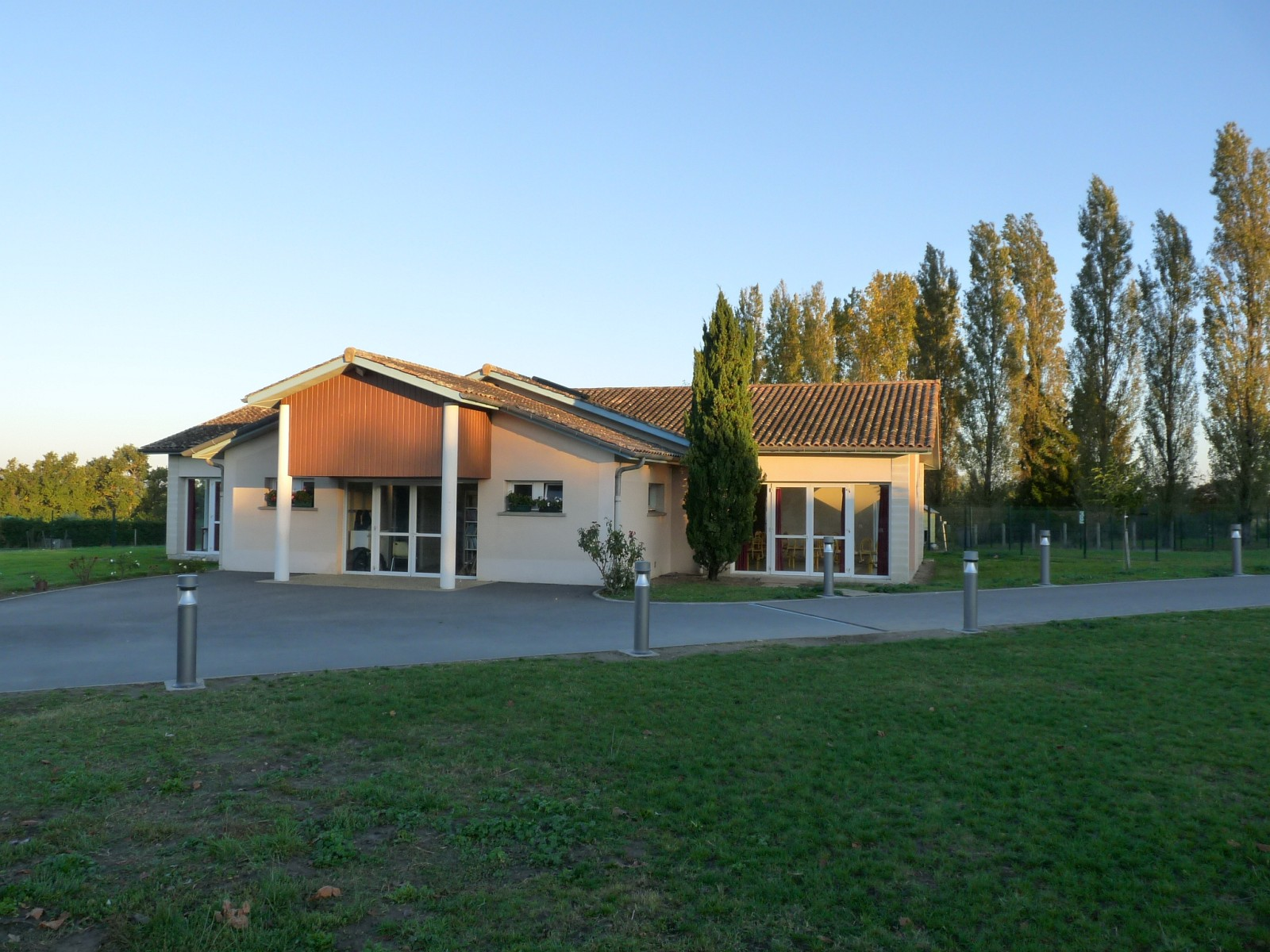
Schule

## Persönlichkeiten
- Roland Charles Wagner (1960–2012), Autor (Science-Fiction) und Übersetzer, in Laruscade gestorben